# Geschiedenis van de Joden in Marokko

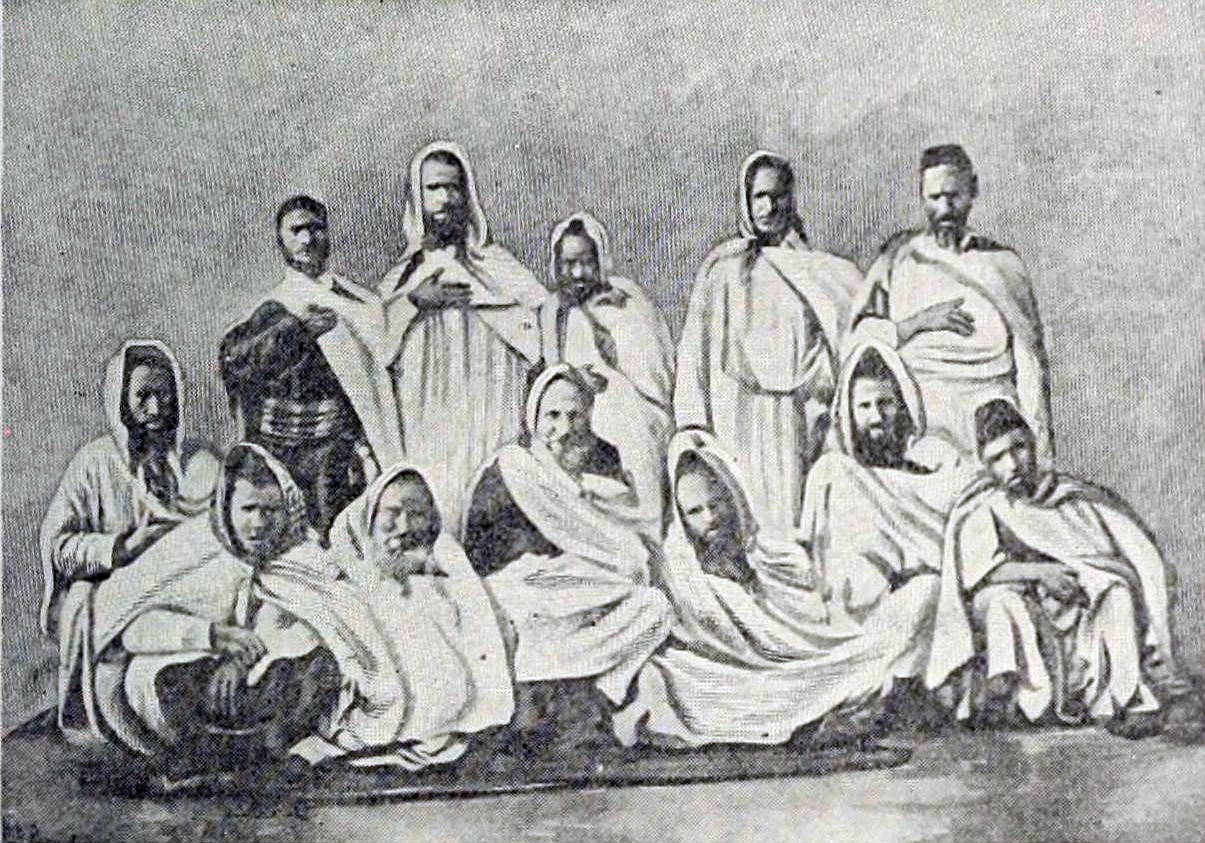
Geberberiseerde Joden, Atlasgebergte, ca. 1900

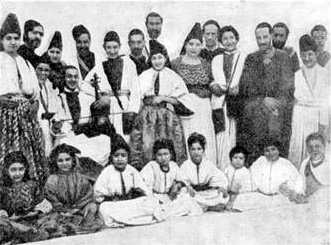
Joden in Fez, ca. 1900

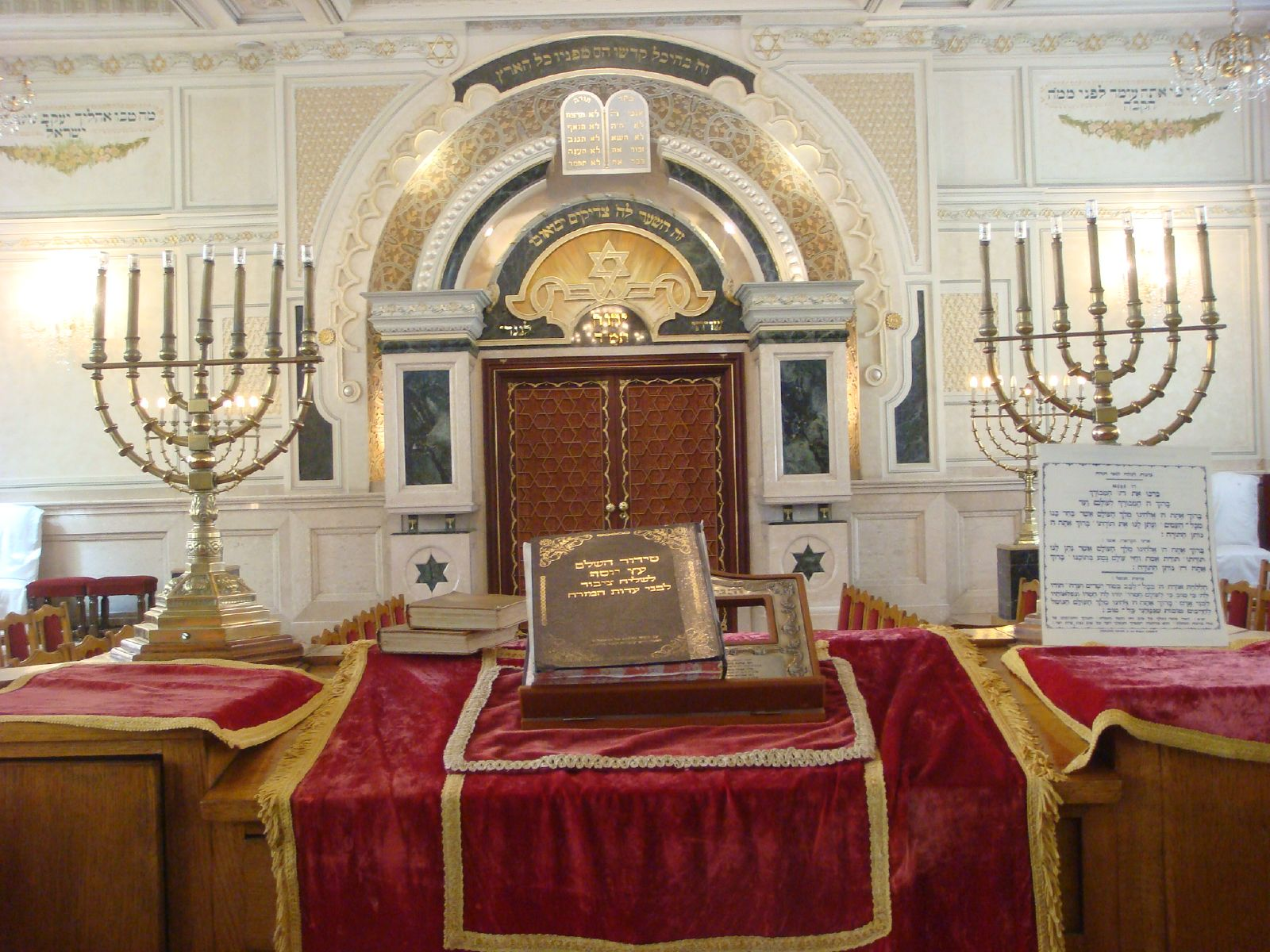
Bet El synagoge in Casablanca

De geschiedenis van de Joden in Marokko beslaat ca. 2.000 jaar. Voor het ontstaan van de staat Israël in 1948, leefden er zo'n 270.000 Joden in Marokko. Aan het einde van de 20e eeuw telde de gemeenschap nog zo'n 7.000 mensen.
Anno 2023 leven er in Israël ongeveer 1 miljoen Joden van Marokkaanse afkomst. Ze vertegenwoordigen hiermee de grootste gemeenschap in Israël(10%).

## Tot de 20e eeuw
De geschiedenis van de Joden in Marokko gaat meer dan 2.000 jaar terug. De Joden en de oorspronkelijke bewoners van het gebied dat nu Marokko heet, de Karaïtische Berbers, leefden vreedzaam samen. Na de Arabisch-islamitische invasie in de achtste eeuw na Chr. kregen de Joden de 'dhimmi-status', ze werden als tweederangsburger beschouwd en moesten onder andere djizja, een extra belasting betalen. Het was Joden verboden in de krijgsmacht te dienen. Dit was echter niet in alle steden het geval. Ten tijde van de inquisitie, aan het einde van de vijftiende eeuw, werden de Joden gedwongen het katholieke Spanje te verlaten. Een grote groep vestigde zich toen in Marokko. Er ontstonden Joodse gemeenten in onder andere de steden Fez en Casablanca. In Fez woonde in de 12e eeuw ook de Joodse geleerde Mozes ben Maïmon beter bekend als 'Maimonides'. De Joden in Fez en Marrakesh woonden in een speciale Jodenwijk, de mellah. Veel Joden in Marokko waren in die tijd werkzaam in de handel of als goud- en zilversmid.
De Joodse gemeenschap in Marokko heeft na de Arabische invasie verschillende golven van tolerantie en discriminatie gekend. De grootste uitbraken van antisemitisch geweld vonden plaats in de middeleeuwen toen Joden werden uitgemoord tijdens pogroms in Fez in de jaren 1033, 1276 en 1465, in Marrakesh in 1232 en in Tetouan in 1790.
Een bekende Jodin uit de 19e eeuw in Marokko was Sol Hachuel.

## 1900 tot 1948
Van 1912 tot 1956 was Marokko een protectoraat van Frankrijk in het zuiden en Spanje in het noorden, de Joden kregen in die periode een meer gelijke positie. Voor de Tweede Wereldoorlog telde de Joodse gemeenschap in Marokko ca. 250.000 leden. De Joodse gemeenschap bestond uit verschillende groepen: Sefardim, gearabiseerde of geberberiseerde Joden uit Spanje verdreven (deze groep sprak Arabisch) en een kleine groep Europese Joden (van wie de meesten voorheen in Frankrijk woonden).
In 1940 werd Frankrijk (waar Marokko toen onder viel) door Duitsland bezet. In Zuid-Frankrijk kwam een pro-Duits regime aan de macht, het Vichy-bewind. Dit Vichy-bewind voerde eind 1940 in alle Franse rijksdelen en protectoraten rassenwetten in, zo ook in het Franse deel van Marokko. Deze rassenwetten moesten de Joden uitsluiten van het openbare leven. De sultan van Marokko, Mohammed V, zorgde ervoor dat er voor de Sefardische en gearabiseerde Marokkaanse Joden een uitzondering werd gemaakt, hij stelde dat alle inwoners van Marokko 'zijn kinderen' waren - ook de Joodse Marokkanen. Door deze zet van Mohammed V werden de Sefardische en gearabiseerde Joden gespaard. Hoewel de situatie van de Joden in Marokko verslechterde in de Tweede Wereldoorlog - zeker voor de Europese Joden - zijn er vanuit Marokko geen Joden afgevoerd naar vernietigingskampen in Oost-Europa. In de Spaanse zone van Marokko werden in de Tweede Wereldoorlog geen discriminerende maatregelen getroffen.

## 1948 tot 1967
De verhouding tussen de Marokkanen en de Joden verslechterde na de oprichting van de staat Israël in 1948. De Arabische Marokkanen (ca. 25% van de bevolking) en de gearabiseerde Berbers kozen de kant van de Arabieren. Rond 1948 vonden aanvallen op Joden en joodse gebouwen plaats waarbij tientallen doden vielen, de zogenaamde pogroms van Oujda en Jerada. Veel Joden emigreerden, onder andere naar de nieuwe staat Israël. In de daaropvolgende jaren bleven er onlusten plaatsvinden, zo werden er in juni 1953 43 joden vermoord tijdens rellen. Het geweld werd niet minder na de Marokkaanse onafhankelijkheid op 2 maart 1956. De antisemitische rellen en armoede maakten dat veel Marokkaanse Joden na de oorlog wilden emigreren, dat ging echter niet zomaar, vanaf 1956 verbood de regering hen het land te verlaten. In 1961 kregen ze van de nieuwe koning Hassan II toestemming om zich elders te vestigen. Direct daarna vertrokken grote groepen Joden naar Israël, Frankrijk, de Verenigde Staten en Canada. De emigratie naar Israël was georganiseerd in het kader van Operatie Jachin. Vanaf 1963 is emigratie van Joden officieel toegestaan. Na de Zesdaagse Oorlog in 1967 laaide het antisemitisme weer op, veel Joden die nog in Marokko woonden emigreerden omdat hun levensomstandigheden sterk verslechterden.

## Heden
Van de Joodse gemeenschap in Marokko, bestaande uit ca. 3.000 mensen, wonen de meesten in Casablanca. In Marrakesh wonen nog slechts 200 Joden. In Israël wonen ongeveer 1 miljoen joden van Marokkaanse afkomst.
Jaarlijks brengen uit Marokko geëmigreerde Joden een bezoek aan hun voormalige vaderland voor een bezoek aan de graven van de heilige rabbijnen. Elk jaar viert de Marokkaans-Joodse gemeenschap het Mimoenafeest, dat zowel in Marokko als in Israël gevierd wordt. Het feest is de herdenking van de sterfdatum van de vader van Maimonides en vindt plaats aan het einde van Pesach, het joodse paasfeest.

## Afbeeldingen

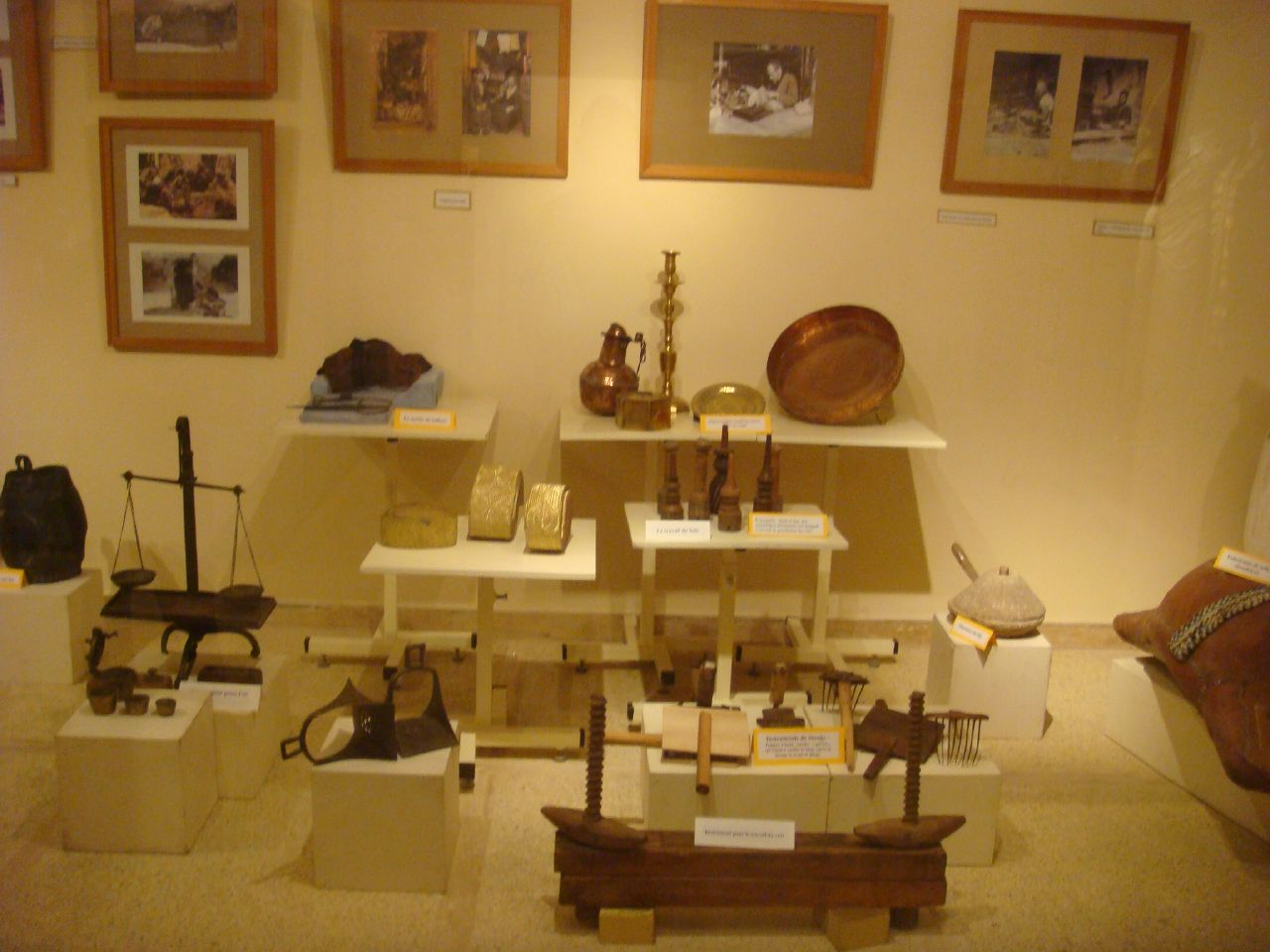
Joods museum in Casablanca
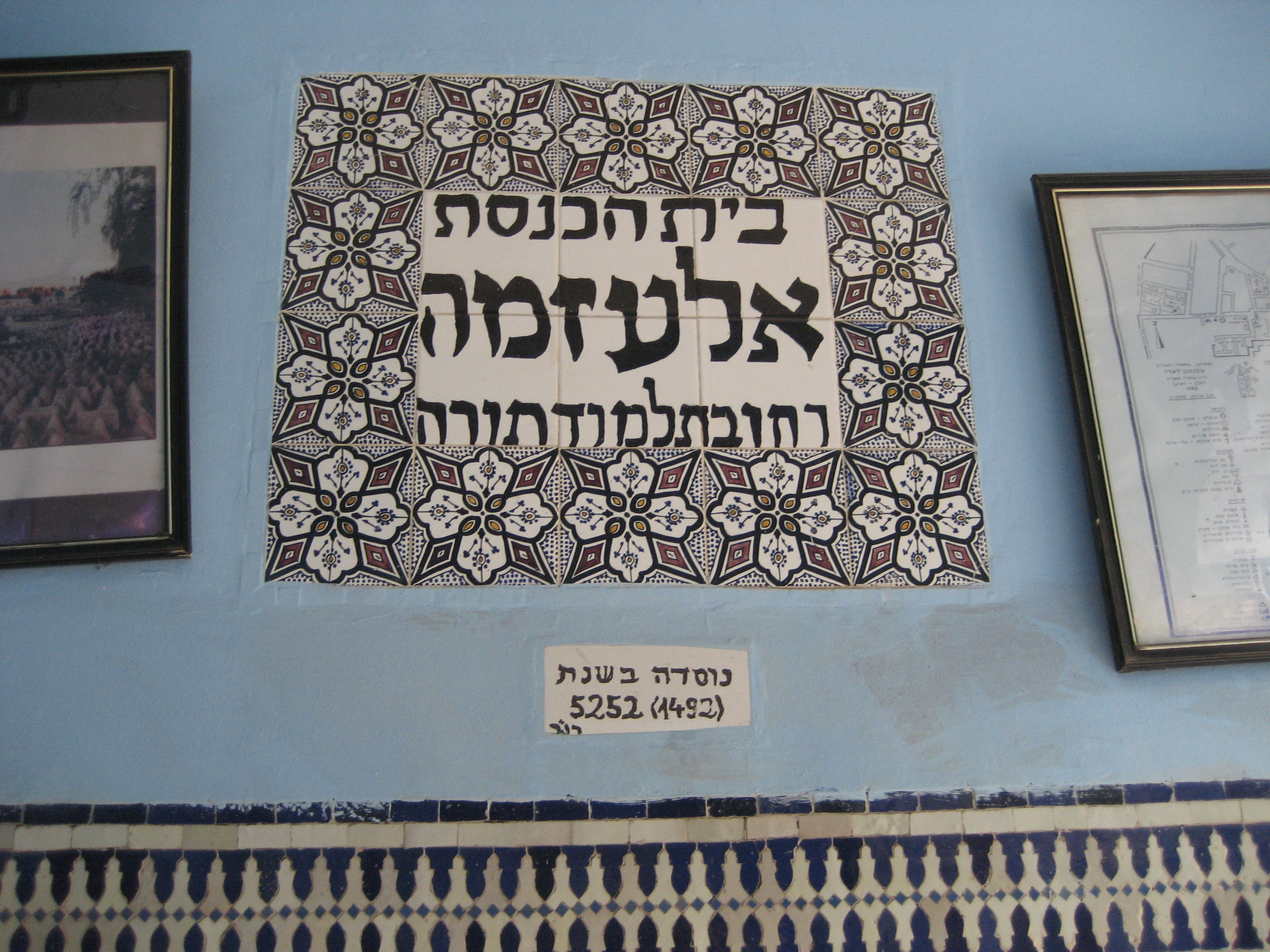
Entree synagoge Marrakech
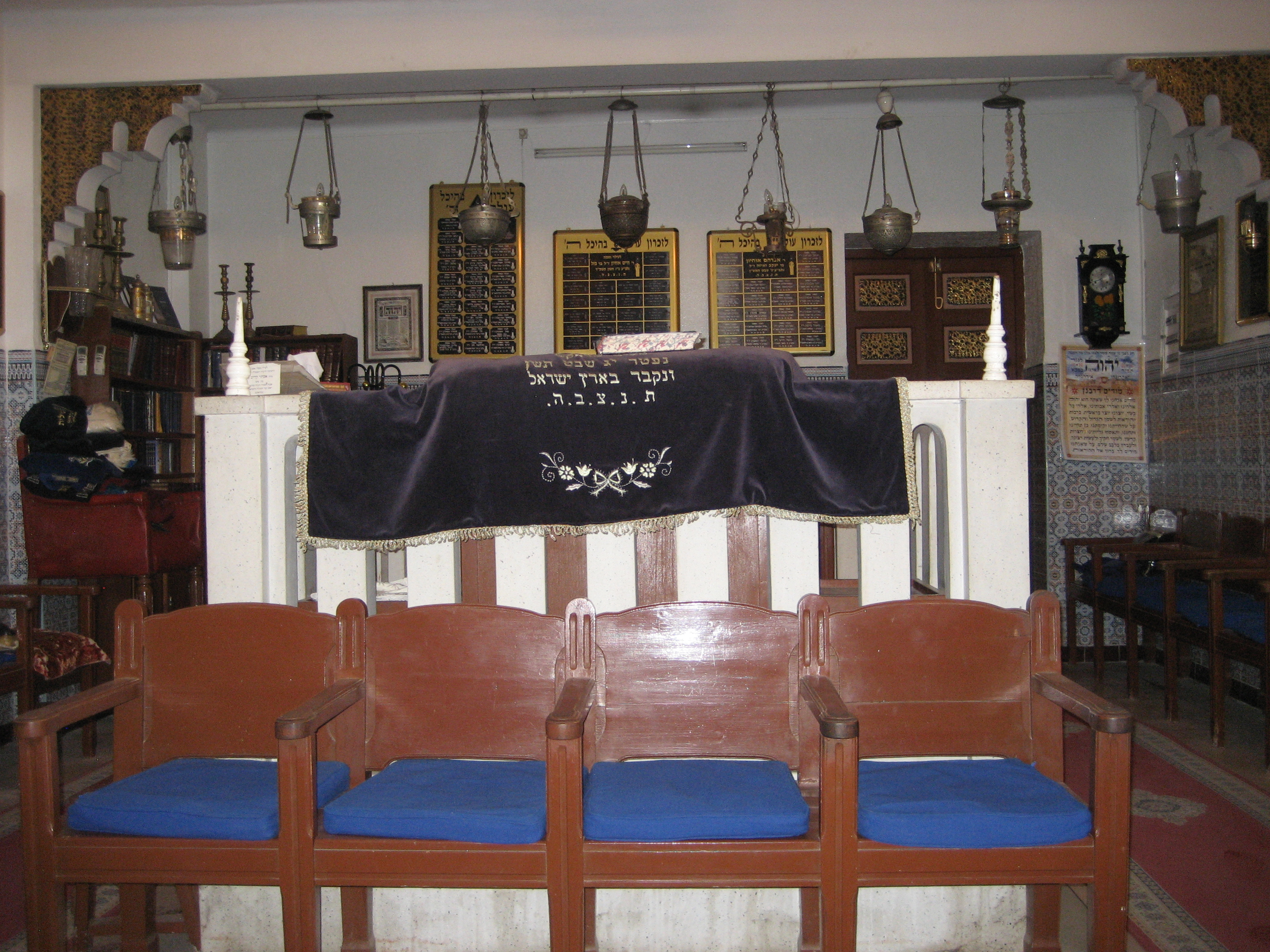
Synagoge in Marrakech
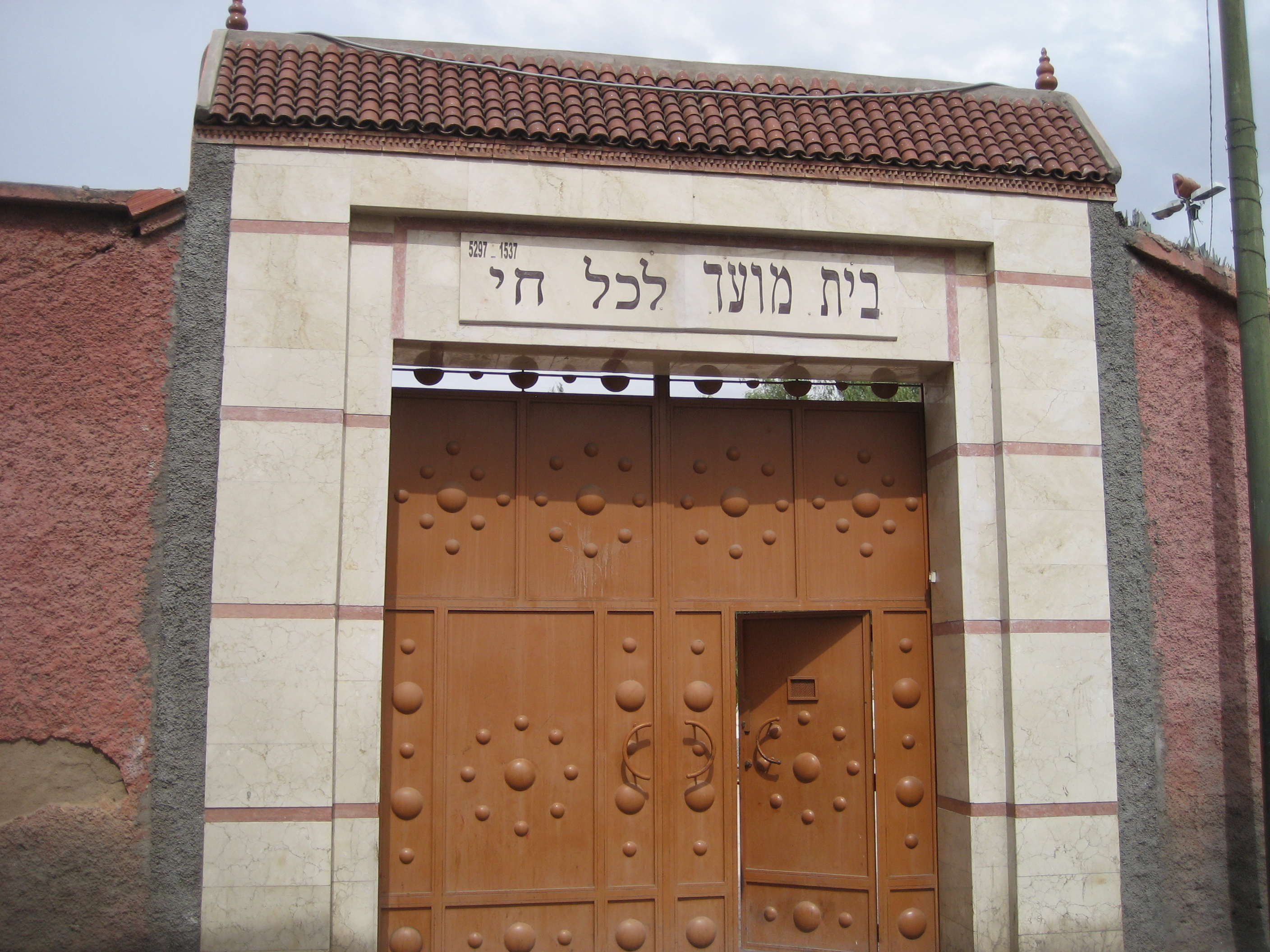
Entree begraafplaats (Marrakech)
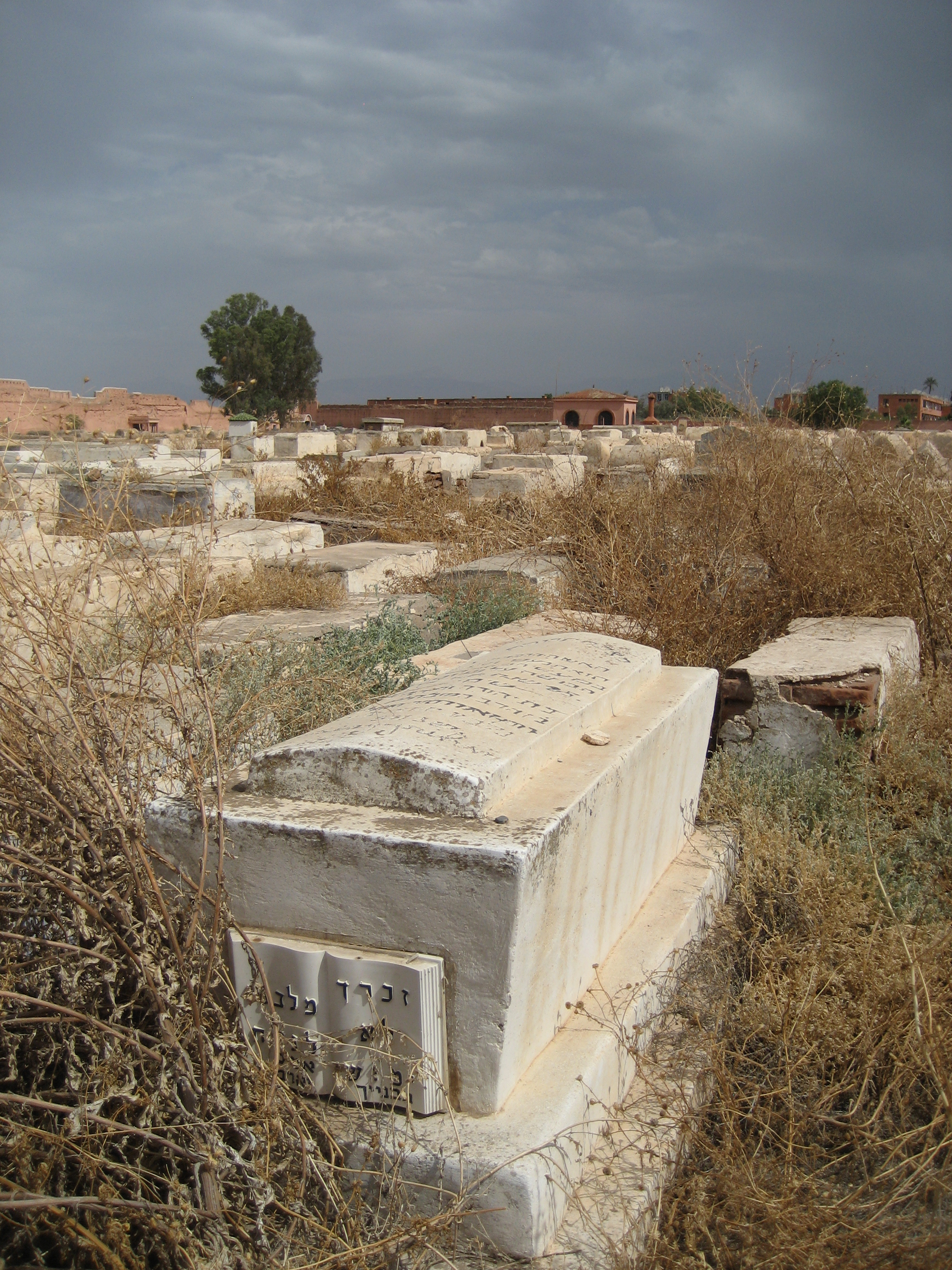
Begraafplaats (Marrakech)

## Israëlische Joden van Marokkaanse komaf
- Amir Peretz (1952), vakbondsleider en politicus (onder andere minister van Defensie)
- Meir Sheetrit (1948), bestuurder en politicus (onder andere minister van Binnenlandse Zaken)
- Avi Toledano (1948), zanger
- Mordechai Vanunu (1954), nucleair technicus en vredesactivist
- Alber Elbaz (1961), modeontwerper
- David Guetta (1967), dj en zanger
- Gad Elmaleh (1971), cabaretier
- Linor Abargil (1980), Miss World 1998